# Wilanowski Park Kulturowy

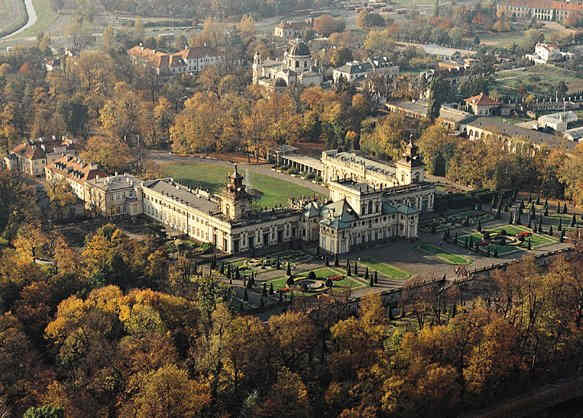
Widok pałacu w Wilanowie z lotu ptaka (przed remontem w 2006)

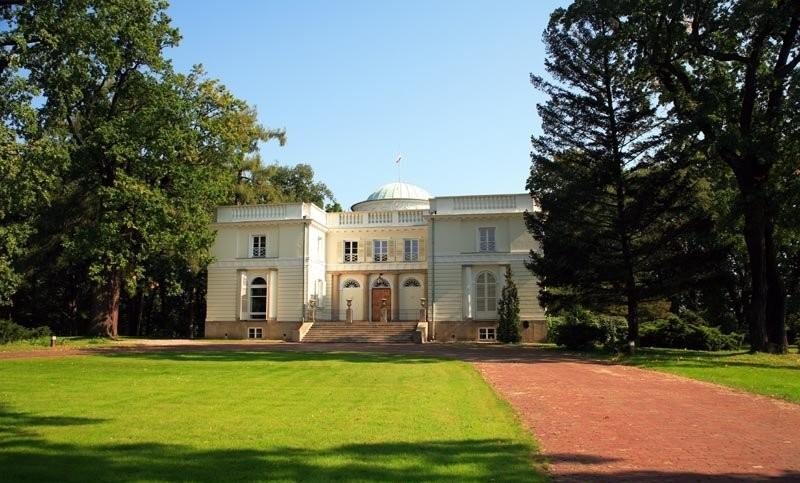
Pałac w Natolinie

Wilanowski Park Kulturowy – park kulturowy (obszar ochrony zabytków) w warszawskich dzielnicach Wilanów i Ursynów projektowany od 2006 i utworzony uchwałą Rady m. st. Warszawy 29 marca 2012. Równocześnie z utworzeniem parku przyjęto plan jego ochrony, zawierający wytyczne dla kształtowania krajobrazu i ochrony walorów kulturowych i przyrodniczych.
W skład Wilanowskiego Parku Kulturowego wchodzą: 
- zespół przyrodniczo-krajobrazowy Morysina
- zespół Gucina-Gaju wraz z otoczeniem i powiązaniami przyrodniczymi
- Skarpa Ursynowska wraz z otoczeniem
- zespół pałacowo-parkowy w Wilanowie,
- zespół rezydencjonalny Ursynowa
- zespół rezydencjonalny Natolina.